# Papa Jack Laine

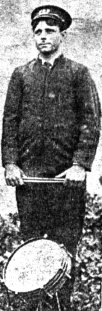
Papa Jack Laine (1873-1966) på ett tidningsfoto från 1906.

Papa Jack Laine (eg. George Vital Laine), född den 21 september 1873 i New Orleans, död där den 1 juni 1966, var en amerikansk musiker och orkesterledare.
Papa Jack Laine var en mångkunnig musiker som spelade såväl trummor (hans huvudinstrument) som bastuba och althorn. Han är dock främst känd som ledare av och manager för ett flertal orkestrar, av vilka han grundade den första omkring 1890. Laines "Reliance Brass Band", som det hette, blev snart en av New Orleans absolut populäraste orkestrar, och ledaren fick starta ett flertal orkestrar med samma namn för att klara av alla engagemang han fick. Orkestrarna spelade inte bara i och kring New Orleans utan även i angränsande delstater, och 1904 hade Laine ett längre engagemang i St. Louis i anslutning till den pågående världsutställningen. 
Även om Laines orkestrar troligen spelade ragtime snarare än jazz utgjorde de en viktig plantskola för ett stort antal av den första generationens vita jazzmusiker i New Orleans. Exempel på kända musiker som passerade genom hans band är Nick LaRocca (kornett), George Brunies, Emile Christian, (trombon) Alcide Nuñez, Larry Shields (klarinett) och Steve Brown (bas). Även ett antal ljushylta svarta musiker arbetade dock för Laine, däribland bröderna och klarinettisterna George Baquet och Achile Baquet.
Som trumslagare uppgives Laine av vissa ha konstruerat den första fotpedalen för bastrummor (av bland annat en baseballboll!).
1917 drog sig Laine i huvudsak tillbaka från musiken och drev bland annat ett garage. Från 1940-talet innebar det förnyade intresset för äldre jazzmusik dock en minddre comeback för Laine som också gjorde några inspelningar tillsammans med trumpetaren Johnny Wiggs band.
Laines son Alfred Laine (1895-1957) var kornettist och ledde även han egna orkestrar, ibland med sin far på trummor.